# Cai Wenji
Cai Wenji (177-250) conocida como Cai Yan (chino tradicional, 蔡琰 ; pinyin,  Cài Yǎn ; Wade-Giles,  Ts'ai Yen ) fue una poetisa y música china de la dinastía Han. Era hija del también músico Cai Yong, se cambió su nombre de cortesía de Zhaoji a Wenji durante la dinastía Jin (265-420) para evitar problemas de nombres con Sima Zhao.  
Su padre además escribía, y ambos eran expertos calígrafos. Cai Wenji heredó unos 4.000 volúmenes de libros antiguos de la vasta colección de su padre, sin embargo todos se perdieron en los estragos de las sucesivas guerras. A petición de Cao Cao, Cai Wenji recitó 400 de memoria y los escribió en papel.

## Biografía
Cai Wenji nació poco antes de 178 en la Prefectura de Yu (圉縣), hoy día en Henan. En 192 con apenas quince años, se casó con Wei Zhongdao (衛仲道), que murió al poco tiempo sin dejar descendencia. En 195, el caos tras el asesinato de Dong Zhuo, hizo que llegaran nómadas Xiongnu a la capital y Cai Wenji fue prisionera de los Xiongnu en el norte de China, hasta que Cao Cao pagó una enorme suma por su liberación en 207. Durante su cautiverio fue esposa del jefe Xiongnu Liu Bao con quien tuvo dos hijos.
Se casó de nuevo con el oficial gubernamental Dong Si (董祀). Sin embargo este fue condenado a muerte y Cai Wenji acudió a Cao Cao suplicándole para que absolviera a su marido. Emocionado por sus súplicas, Cao Cao lo indultó. 
No se sabe exactamente cuando murió, pero su vida y obra han inspirado a otros escritores como en Cai Wenji regresa a su patria (文姬歸漢圖) de Zhang Yu y Dieciocho canciones de una flauta nómada, de Liu Shang. 
Un cráter de Venus lleva su nombre.